# Клайн-Упаль
Клайн-Упаль (нем. Klein Upahl) — община в Германии, районный центр, расположен в земле Мекленбург-Передняя Померания.
Входит в состав района Гюстров. Подчиняется управлению Рибниц-Дамгартен. Население составляет 284 человек (2009); в 2003 г. - 289. Занимает площадь 7,91 км².